# هنری هاوتری
هنری هاوتری (انگلیسی: Henry Hawtrey; ۲۹ ژوئن ۱۸۸۲ – ۱۶ نوامبر ۱۹۶۱) دونده دو استقامت اهل بریتانیا بود.